# Van der Moolen
Van der Moolen was een bedrijf dat actief was in de beurshandel voor eigen rekening op verschillende beurzen in Europa en de Verenigde Staten. Het bedrijf, opgericht in 1892, had een beursnotering sinds 1986. Het maakte deel uit van de Amsterdamse Smallcap index (de AScX). Het hoofdkantoor was tot vlak voor de ondergang van het bedrijf gevestigd aan de Keizersgracht in Amsterdam. Op 10 september 2009 werd het bedrijf failliet verklaard. Er is hierbij waarschijnlijk sprake geweest van wanbeleid door toenmalig bestuursvoorzitter Richard den Drijver. De curator achtte Den Drijver de hoofdschuldige van het faillissement door een zwalkend beleid.

## Activiteiten
Het bedrijf Van der Moolen was oorspronkelijk actief als hoekman op de Amsterdamse aandelenbeurs. Dit systeem van fysieke handel is na de eeuwwisseling reeds afgeschaft. Daarna vormden de activiteiten op de New York Stock Exchange de kern van het bedrijf. In New York onderhielden de handelaren (‘specialists’) van Van der Moolen de handel in een groot aantal Amerikaanse aandelen op de beursvloer.
In 2005 werd het Amsterdamse bedrijf Curvalue overgenomen, dat zich bezighoudt met de handel in derivaten zoals opties en futures. De directeur-grootaandeelhouder van het overgenomen Curvalue, Richard den Drijver, heeft daarna als bestuursvoorzitter de leiding gekregen over Van der Moolen. Na het vertrek van verschillende bestuursleden werd Van der Moolen een van de weinige beursgenoteerde bedrijven met een bestuur van slechts één persoon. Nadat Den Drijver in 2009 aan de kant werd geschoven door de raad van commissarissen nam Peter Zwart, voorzitter van de RvC, de leiding van het bedrijf over.

## Verenigde Staten
Het systeem van fysieke handel op de beursvloer staat ook in New York op de helling. Daarnaast kampte het bedrijf de afgelopen jaren met rechtszaken vanwege illegale handelspraktijken. De vervolging is inmiddels afgekocht, zonder schuld te bekennen. Twee handelaren in New York zijn veroordeeld tot een half jaar cel. In november 2007 maakte het bedrijf bekend haar handelsactiviteiten als ‘specialists’ op de beurs van New York te staken. De specialist activiteiten werden overgenomen door de, inmiddels failliete Amerikaanse bank, Lehman Brothers. Het bedrijf bleef wel actief in de Verenigde Staten, onder meer op de beurs van Chicago en als broker. In 2007 is de Amerikaanse notering van het aandeel Van der Moolen beëindigd.

## Online Trader
Aangetrokken door het succesvolle Binck probeerde ook Van der Moolen een online effectenbank op te zetten onder de naam "Online Trader". Aanvankelijk mikte men vooral op kleine banken en daytraders, maar geleidelijk aan heeft de onderneming haar focus verlegd naar particuliere beleggers. Hiervoor wilde men ook de bankstatus verkrijgen. Het marktaandeel bleef verwaarloosbaar, en de investeringen en afschrijvingen drukten de winst van Van der Moolen. Op 12 augustus 2008 werd bekend dat de onderneming de activiteiten van Online Trader zou beëindigen. Over het boekjaar 2008 werd een verlies gerapporteerd van € 13,5 miljoen direct gerelateerd aan Online Trader.

## Bestuurders
Sinds Den Drijver bestuursvoorzitter werd van Van der Moolen zijn er veel wijzigingen geweest in de samenstelling van het bestuur. In oktober 2006 werd Leo Pruis gedwongen op te stappen. In november 2007 stapte vervolgens operationeel directeur Casper Rondeltap op. Sinds ook de CFO Michiel Wolfswinkel terugtrad, is Den Drijver het enige bestuurslid van Van der Moolen.
Ook de raad van commissarissen is anno 2008 danig uitgedund. Na het vertrek van vd Brink (2007), Arentsen (2008) en vd Broek (2008) bestond de RvC lang uit maar twee leden. Anno 2009 werden er nieuwe commissarissen aangesteld.

## Resultaten
In de onderstaande tabel zijn de resultaten van het bedrijf opgenomen vanaf 2004. De laatste regel betreft een resultaat over het eerste halfjaar van 2009. Kort na het afsluiten van dit halfjaar vroeg de onderneming uitstel van betaling aan.
Op 2 januari 2006 werd Curvalue overgenomen voor € 52 miljoen. Deze acquisitie verklaart voor een belangrijk deel de stijging van de bedrijfsopbrengsten ten opzichte van 2005. Over 2006 rapporteerde Curvalue een omzet van € 38 miljoen. Ondanks een extra nettowinst van € 10 miljoen op de verkoop van een pakket aandelen werd een groot verlies geleden door een afschrijving van € 10 miljoen op de goodwill betaald voor Curvalue, en buitengewone lasten ter grootte van € 77,8 miljoen. Dit laatste bedrag bestond uit een afschrijving op immateriële activa en in vorige jaren opgenomen belastingbaten waarvan daadwerkelijke ontvangst twijfelachtig was geworden. Het eigen vermogen daalde minder sterk omdat de overname van Curvalue voor circa 80% in aandelen van Van der Moolen was betaald.
In 2007 werd wederom een zwaar verlies geleden als gevolg van het stopzetten van de Amerikaanse activiteiten van Van der Moolen. Na een afboeking van immateriële activa en hoge reorganisatiekosten van in totaal bijna € 60 miljoen werd VDM Specialists USA uiteindelijk in december van dat jaar verkocht aan Lehman Brothers. De verkoop resulteerde ook in een daling van de omzet in dat jaar met € 50 miljoen. Het eigen vermogen daalde sterker dan het verlies over het boekjaar door de inkoop van eigen preferente aandelen ter waarde van € 10 miljoen.
| Jaar       | Opbrengsten     | Bedrijfsresultaat | Nettoresultaat | Eigen vermogen  | Aantal werknemers |
| ---------- | --------------- | ----------------- | -------------- | --------------- | ----------------- |
| 2004       | € 122,9 miljoen | € 30,6 miljoen    | € 21,9 miljoen | € 260,8 miljoen | 361               |
| 2005       | € 112,3 miljoen | € 22,0 miljoen    | € 12,9 miljoen | € 232,1 miljoen | 304               |
| 2006       | € 149,4 miljoen | € 6,8 miljoen     | € 76,7 miljoen | € 220,0 miljoen | 405               |
| 2007       | € 110,4 miljoen | € 0,4 miljoen     | € 89,8 miljoen | € 118,5 miljoen | 338               |
| 2008       | € 147,3 miljoen | € 4,8 miljoen     | € 15,5 miljoen | € 67,5 miljoen  | 205               |
| 1e hj 2009 | € 24,9 miljoen  | € 11,4 miljoen    | € 8,7 miljoen  | € 57,9 miljoen  | n.b.              |

## Koersontwikkeling
Onder bestuursvoorzitter Hans Kroon werd het bedrijf in de jaren tachtig en negentig van de vorige eeuw groot. De koers behaalde een hoogtepunt van € 41. Na het afschaffen van de fysieke handel op de beursvloer raakte het bedrijf in verval doordat het niet mee kon komen met de nieuwe elektronische handel. De koers daalde uiteindelijk begin maart 2009 tot een dieptepunt van € 1, en een half jaar later werd surseance van betaling aangevraagd voor het bedrijf. In september 2009 werd het uiteindelijk failliet verklaard.

## Ondergang Van der Moolen
In 2009 werd uiteindelijk ook Den Drijver zelf tot opstappen gedwongen, maar hij bleef nog wel maximaal 12 maanden aan als adviseur. Vervolgens werd Peter Zwart aangesteld als tijdelijk bestuursvoorzitter. Op 10 augustus 2009 vroeg het bedrijf uitstel van betaling aan. De belangrijkste reden om uitstel van betaling aan te vragen lag in de zeer verzwakte
liquiditeitspositie onder andere door de inkoop van eigen aandelen ter waarde van ongeveer € 30 miljoen in 2008 die de liquiditeitspositie van Van der Moolen te veel heeft aangetast. Op 10 september 2009 is het faillissement uitgesproken. De AFM heeft aangekondigd een onderzoek te doen naar wanbeleid door de voorzitter van de raad van bestuur Den Drijver en zijn adviseur Hans Kroon.
Na het faillissement heeft de Ondernemingskamer een onderzoek laten instellen naar de oorzaken van het faillissement. Hierbij werd onder andere geconcludeerd dat er sprake zou zijn van wanbeleid door Den Drijver. Opvallend is overigens dat Den Drijver niet is betrokken in dit onderzoek en er dus ook geen hoor en wederhoor heeft plaatsgevonden. Den Drijver beweert dat Van der Moolen bewust kapot is gemaakt in opdracht van de AFM en het Ministerie van Financien vanwege de zgn. dividendarbitrage waarbij grote vorderingen werden opgebouwd op buitenlandse belastingdiensten. Voormalige medewerkers hebben verklaard dat, op het moment dat het faillissement werd aangevraagd, bekend was dat de Duitse belastingdienst € 32,8 miljoen zou uitkeren. Van der Moolen is gefailleerd op een tekort van een paar miljoen die volgens diverse bronnen eenvoudig overbrugd had kunnen worden. Deze beweringen worden ondersteund door het feit dat alle belastingteruggaves die in 2008 werden verwacht, maar welke later op instigatie van de RvC zijn voorzien, uiteindelijk zijn uitgekeerd en binnengekomen na de faillissementsdatum.
De curatoren van het bedrijf overwegen daarnaast onderzoek te doen naar de achtergestelde converteerbare geldlening van € 6 miljoen aan een bedrijf waar de familie van Hans Kroon een aandelenbelang van 6% in had. Avalon en Van der Moolen werkten samen op het gebied van de introductie van een digitaal handelsplatform voor consumenten, door het falen van het softwareplatform van Van der Moolen en het uiteindelijke faillissement is deze samenwerking niet succesvol geworden. Na het faillissement tracht de curator van Van der Moolen de miljoenen terug te eisen via een juridische procedure. Op 16 augustus 2012 heeft de rechtbank vonnis gewezen in deze procedure, de vordering van de curator is in zijn geheel afgewezen, de curator is veroordeeld in de kosten en is vervolgens niet in hoger beroep gegaan tegen het vonnis.
Op 17 december 2012 pleitte de Autoriteit Financiële Markten voor doorhaling in het register van accountant Georges de Méris van Ernst and Young bij de accountantskamer van de rechtbank te Zwolle, de voormalig controlerend accountant van Van der Moolen. Op 26 juli 2013 ging de rechtbank niet verder dan een berisping en sprak hem op 4 van de 5 punten vrij, De Méris is tegenwoordig werkzaam bij Holla Advocaten.
In februari 2013 heeft de Ondernemingskamer wanbeleid vastgesteld bij Van der Moolen. De bestuurders van Van der Moolen hebben gefaald bij de overname van handelsplatform Online Trader. Verder was sprake van ondoordachte plannen, misleidende informatie en grootschalige belangenverstrengeling. Het gerechtelijke oordeel opent de weg voor aansprakelijkheidsprocedures tegen bestuurders en commissarissen. De claims tegen Van der Moolen kunnen oplopen tot zo’n € 70 miljoen. Naast de Nederlandse verzekeraar ASR en de curatoren claimt de Vereniging van Effectenbezitters miljoenen euro's bij het voormalige management. Van der Moolen had bij de Amerikaanse verzekeraar AIG een bestuursaansprakelijkheid-verzekering afgesloten, maar AIG stelt bij de afsluiting daarvan onvolledig te zijn geïnformeerd en weigert uit te keren. De verzekering keert maximaal € 25 miljoen uit. Medio juni 2015 heeft de VEB voor haar leden een schikking bereikt. Alle schuldeisers krijgen hun geld terug, maar voor de aandeelhouders aangesloten bij de VEB resteert een schikking van € 2,1 miljoen. Accountant EY was geen partij bij de schikking en de VEB bestudeert nog de mogelijkheden om deze voormalige accountant van Van der Moolen aan te spreken. Eerder had de Accountantskamer, de gespecialiseerde tuchtrechter voor registeraccountants, EY berispt dat hij niet goed heeft vastgelegd waarop zijn oordeel was gebaseerd over de continuïteitsveronderstelling van het bestuur van Van der Moolen.
In mei 2018 maakte de curatoren bekend dat alle schuldeisers, waaronder ook een aantal oud-medewerkers van het bedrijf, volledig hun vordering hebben teruggekregen met rente. Zelfs de preferente aandeelhouders incasseren zo'n € 6,5 miljoen en het aandeel van Van der Moolen in een massaclaim tegen Fortis-opvolger Ageas.